# Евпаторийский театр имени А. Пушкина
Евпатори́йский теа́тр и́мени А.C. Пу́шкина — городской театр, построенный в Евпатории в 1910 году по совместному проекту городского архитектора Адама Генриха и свободного архитектора Павла Сеферова.

## История театра

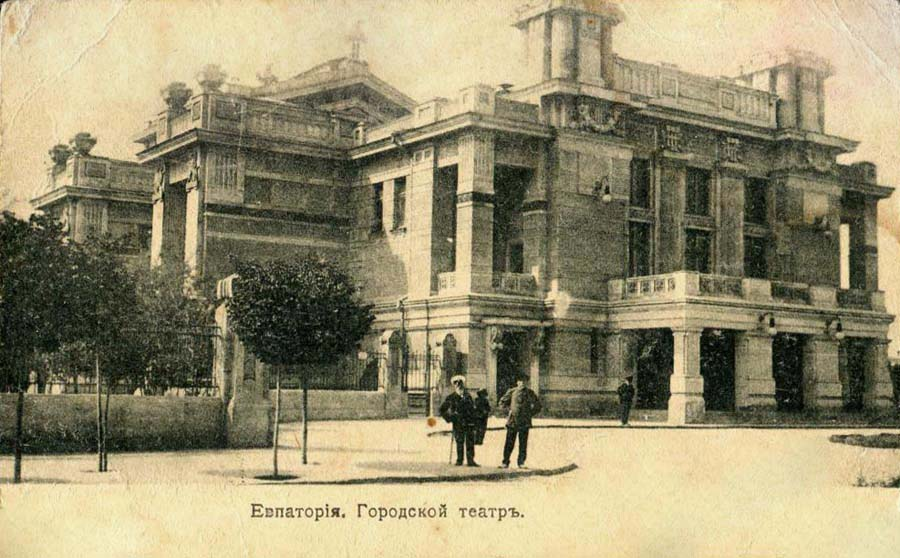
Здание в начале XX века

Театр был открыт 20 апреля 1910 года. Первой постановкой на сцене театра стала опера «Иван Сусанин» Михаила Глинки. В постановке играли актёры Мариинского театра, специально приглашённые из Петербурга.
До 1937 года театр носил название городского, а в день столетия со дня смерти Александра Пушкина был переименован в честь поэта. Несколько лет назад театр был отреставрирован. Зрительный зал был расширен до 900 мест за счёт увеличения партерных мест и уменьшения количества лож, была отремонтирована крыша, но при этом фасад здания остался почти без изменений.
В разное время в театре выступали Евгений Вахтангов, Мария Савина, Константин Станиславский, Леонид Собинов, а также Антонина Нежданова, Фёдор Шаляпин и Александр Вертинский.
Театр является концертной площадкой и репетиционной базой Крымской филармонии, тут же размещается её Евпаторийское отделение.

## Архитектура
Для постройки театра и разработки проекта здания были приглашены местные архитекторы Адам Генрих и Павел Сеферов. Гражданский инженер А. Л. Генрих был сторонником весьма популярного в то время стиля «модерн», а П. Я. Сеферов, окончивший архитектурное отделение Московского училища живописи, ваяния и зодчества, являлся представителем академической школы, продолжавшей традиции русского классицизма. Тем не менее, архитекторам удалось органично дополнить друг друга, и в итоге здание по изяществу сравнивалось с театром в Одессе. Изначально в театре были оборудованы ложи и 750 зрительных мест. После ремонта зрительный зал был расширен до 900 мест.

Городской театр составляет лучшее украшение Евпатории. Театр находится в новом городе, является после Одесского одним из красивейших театров на юге России. Он устроен в модернизированном греческом стиле и производит прекрасное впечатление. Внутренность театра также прекрасна и рассчитана на 750 мест. С террас открываются чудные виды на море. Большая сцена со всеми приспособлениями дает возможность ставить все обстановочные пьесы, даже феерии.— Справочник Евпатория 1914 года
Вокруг театра разбит Дувановский сквер.